# Minaret

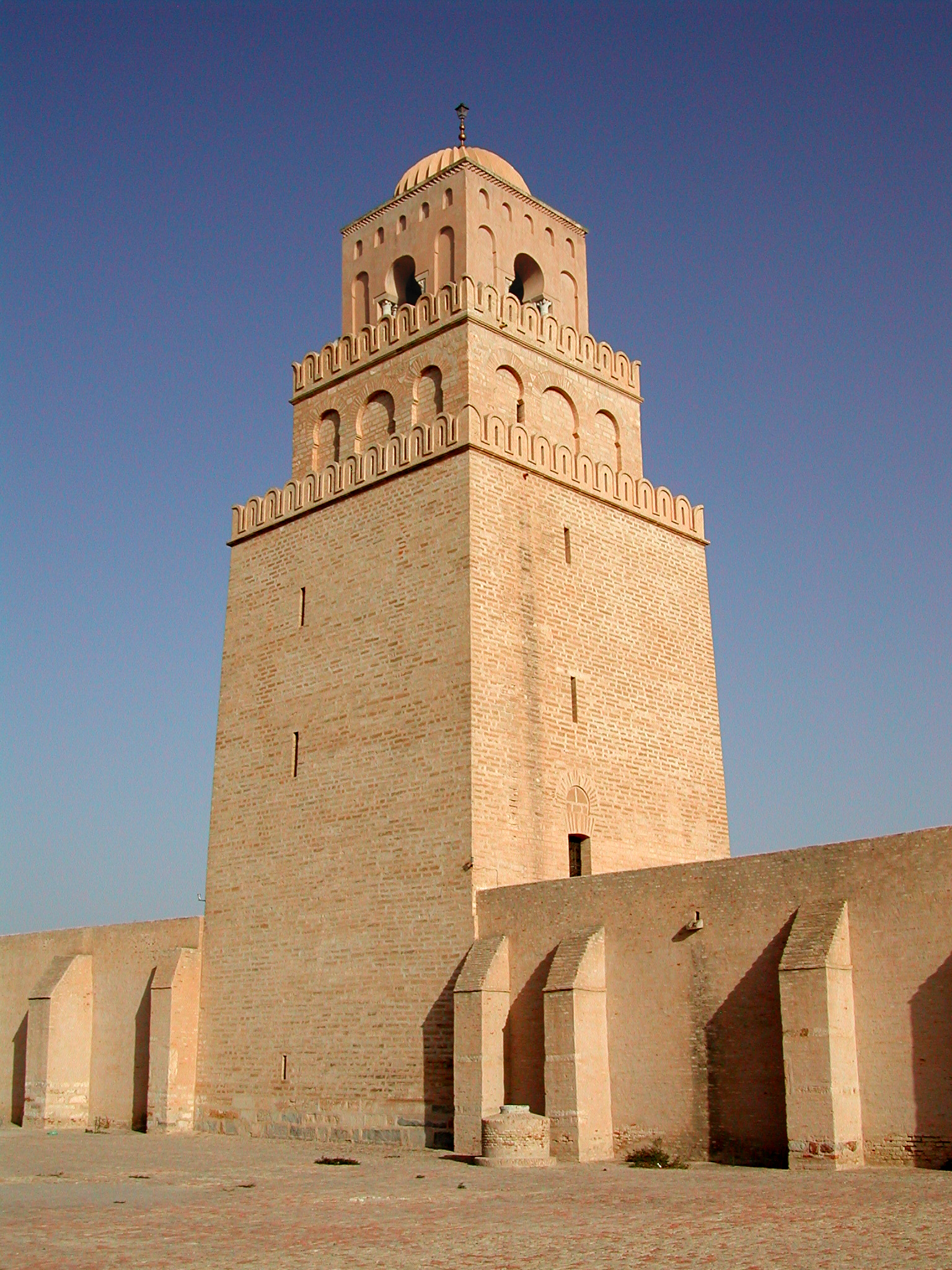
Le minaret de la grande mosquée de Kairouan, datant du, est le plus ancien minaret du monde musulman encore conservé de nos jours (Kairouan, Tunisie).

Le minaret, mot dérivé de l'arabe منارة, « manara » ou plus généralement مئذنة « mi’dhana »(= phare) est un élément architectural des mosquées. Il s'agit généralement d'une tour élevée dépassant tous les autres bâtiments. Son but est de fournir un point élevé au muezzin pour les cinq appels à la prière.

## Origine du mot
- manâra : « phare et tour-vigie pourvu ou non d'un feu allumé »,
- sawma'a : « cellule d'ermites »,
- ma'dhana : lieu d'où est lancé l'appel à la prière ou adhan.

Le mot « minaret » français remonte à un terme turc tardif (XVIIe siècle) menâr et dérivé de manâra (مَنارة [manāra], phare ou projecteur) qui fut employé du temps de l'Empire ottoman.
Trois mots arabes dérivent de la même racine arabe signifiant annoncer :
- appel à la prière (arabe : أذان ['aðān])
- muezzin (arabe : مُؤَذِّن [mu'aðːin]) passé par le turc müezzin.
- minaret (arabe : مِئْذَنة[mi'ðana])

## Histoire et architecture

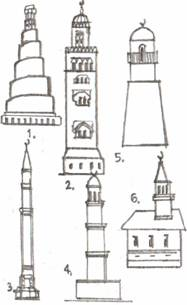
Différents types de minarets. 1. Irak 2. Maroc 3. Turquie 4. Inde, 5. Égypte 6. Asie

Le minaret est bien antérieur à l'islam, utilisé notamment au Proche Orient et en Mésopotamie, alors appelé ziggourat, puis dans les églises syriaques. Il n'a pas été préconisé par Mahomet et les premiers utilisés dans les mosquées sont apparus dans le premier siècle de l'Hégire.
Les minarets ont des formes très variées (en général ronds, carrés, en spirale ou octogonaux) en fonction du génie de chaque architecture).
Le nombre de minarets par mosquée n'était pas figé : à l'origine, il n'était édifié qu'un seul minaret par édifice, puis le constructeur en érigea plusieurs. Les raisons tiennent de l'esthétique, de la symétrie, de la volonté de ponctuer un élément fort, ainsi que d'assurer la stabilité de l'ouvrage.
Longtemps, la mosquée sacrée de La Mecque fut la seule à avoir six minarets. Cependant, lorsque les Ottomans entreprirent la construction de la mosquée Bleue à Istanbul, ils la dotèrent également de six minarets. Il a fallu en construire un septième à La Mecque, afin que la mosquée sainte ne soit pas surpassée. Mais, l'appel à la prière n'est fait que depuis un seul minaret.
Au Maghreb, le plus ancien minaret est celui de la grande mosquée de Kairouan en Tunisie. Il est également le plus ancien minaret encore debout de tout le monde musulman et par conséquent le plus ancien au monde qui soit parvenu jusqu'à nous,,. La construction du minaret de la grande mosquée de Kairouan, probablement commencée dès le début du VIIIe siècle, date dans son état actuel de la première moitié du IXe siècle (vers 836) d'après l'opinion de la plupart des archéologues. Constitué de trois niveaux de largeurs décroissantes et se distinguant par un aspect à la fois massif et majestueux, il est considéré comme le prototype des minarets de l’Occident musulman.
L'histoire a également provoqué le changement de destination de certains lieux de cultes, notamment autour de la Méditerranée. Ainsi, lorsqu'une église est transformée en mosquée, le clocher est transformé en minaret, de même que lorsque l'ancienne cathédrale, devenue la mosquée Almohade, à Séville, est redevenue cathédrale, le minaret de la Giralda est devenu clocher. Ceci procure un style atypique au lieu de culte ainsi transformé.

## Minarets en Europe
Avec l'émigration de populations musulmanes en Europe occidentale dans les années d'après-guerre, s'est posée la question des lieux de culte. Actuellement, les minarets ne sont généralement pas utilisés pour l'appel à la prière, à l'exception de Vienne et de quelques villes allemandes.

### EnBosnie-Herzégovine
En 1992, les mosquées bosniaques ont subi les effets de la guerre. En particulier, la mosquée de Divič avec son grand minaret, près de Zvornik, a été détruite. Toutefois, un projet existe pour la reconstruire.

### EnEspagne

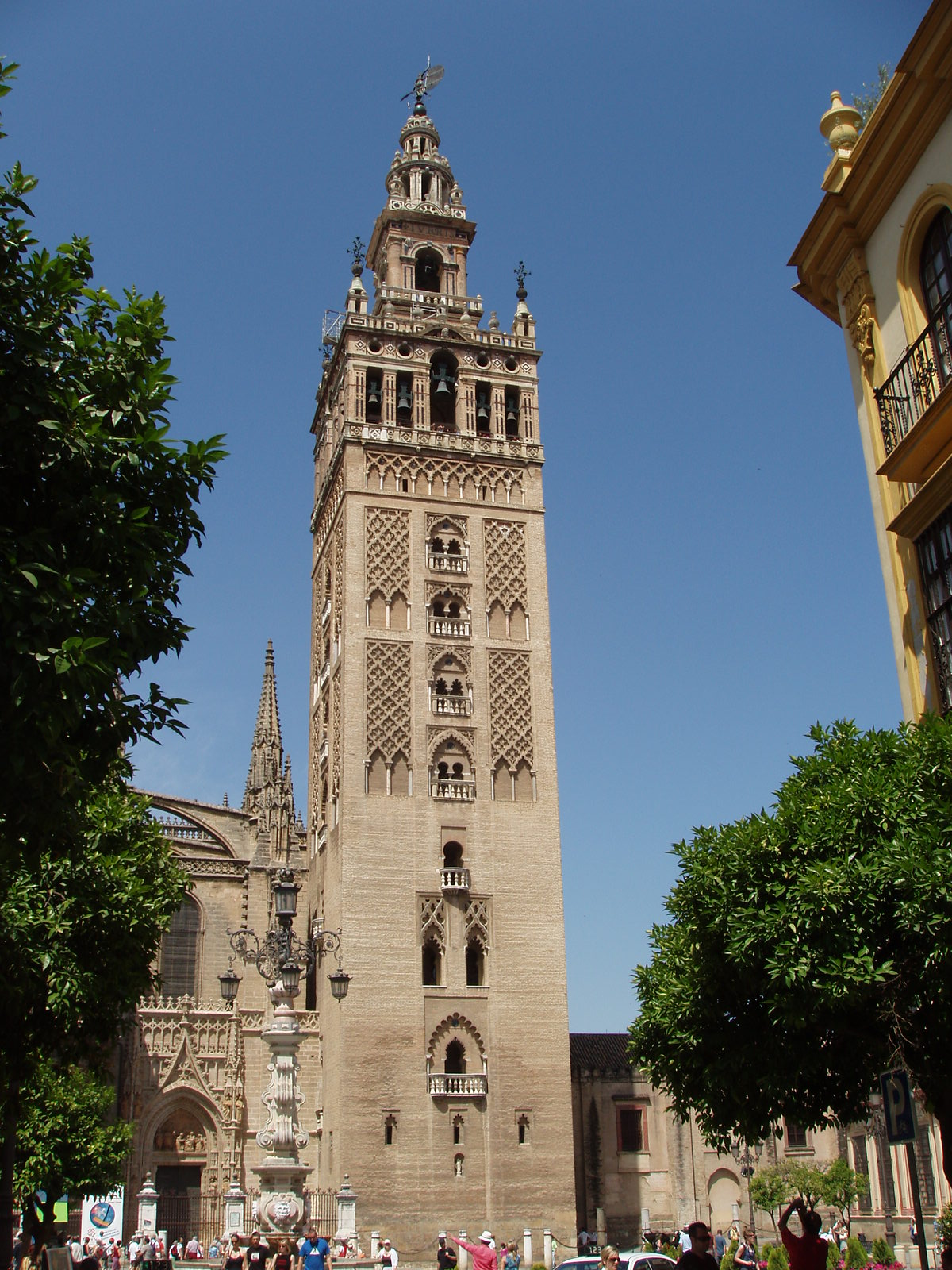
La Giralda.

D'anciens minarets de l'époque de l'Espagne musulmane ont été convertis en clochers, notamment en Andalousie.
En 1989, le minaret d’Archez, de 15 mètres de hauteur, a été restauré. Ce minaret est considéré comme monument historique et artistique du Patrimoine National depuis 1979.
La cathédrale de la capitale de l'Andalousie, Séville, n'a pas détruit le minaret de l'ancienne mosquée Almohade mais l'a converti en clocher, c'est la Giralda. Le style architectural de ce minaret est maghrébin.

### EnFrance
En 2016, Le Monde indiquait que 64 mosquées françaises étaient dotées de minarets. Plusieurs enquêtes d'opinion témoignent par ailleurs d'une crispation des Français à l'égard de l'islam et, par voie de conséquence, la construction de nouveaux lieux de culte est souvent contrariée,.
Pendant longtemps, à Paris, seule la mosquée de Paris construite en 1926 possédait un minaret, d'une hauteur de 33 mètres. À ce moment déjà, la France comptait d'autres minarets, dans les départements d'Algérie de l'époque, mais aussi à la Mosquée Noor-e-Islam de Saint-Denis de La Réunion, construite en 1905, et qui possède également un minaret de 32 mètres.
En France, la taille des minarets existants est généralement limitée par le plan local d'urbanisme. Pour la grande mosquée de Lyon par exemple, le recteur de la mosquée voulait construire un minaret de 35 mètres de haut, mais pour être conforme à la législation, celui-ci a dû être rabaissé.
Parmi les autres mosquées incluant un minaret, on peut citer la mosquée d'Évry-Courcouronnes, la mosquée de Farebersviller, la mosquée Al Wiqaf de Mons-en-Barœul, la mosquée de Mantes-la-Jolie, la mosquée Osmanli et la mosquée Assalam, à Nantes, la mosquée de Cholet, la mosquée de Tarbes, la mosquée d'Agen, la mosquée d'Hérouville Saint-Clair, la mosquée d'Épinal, la grande mosquée de Reims, la grande mosquée de Saint-Étienne, ou encore plusieurs mosquées de La Réunion, comme celle du Port.
D'autres mosquées avec minarets sont en construction, parmi lesquelles : la grande mosquée de Poitiers, la nouvelle mosquée de Saint-Denis, la mosquée de Mulhouse, la mosquée de La Roche-sur-Yon, la mosquée de Gennevilliers, ou encore la mosquée des Ardennes à Charleville-Mézières.
En 2001, l'architecte Paolo Portoghesi, pour la grande mosquée de Strasbourg, avait prévu un minaret pour l'édifice, mais le maire de Strasbourg de l'époque, Fabienne Keller, s'y opposa,. Roland Ries, le nouveau maire leva le blocage en 2009, mais le minaret ne fut finalement pas construit.
Exemples de minarets construits en France :

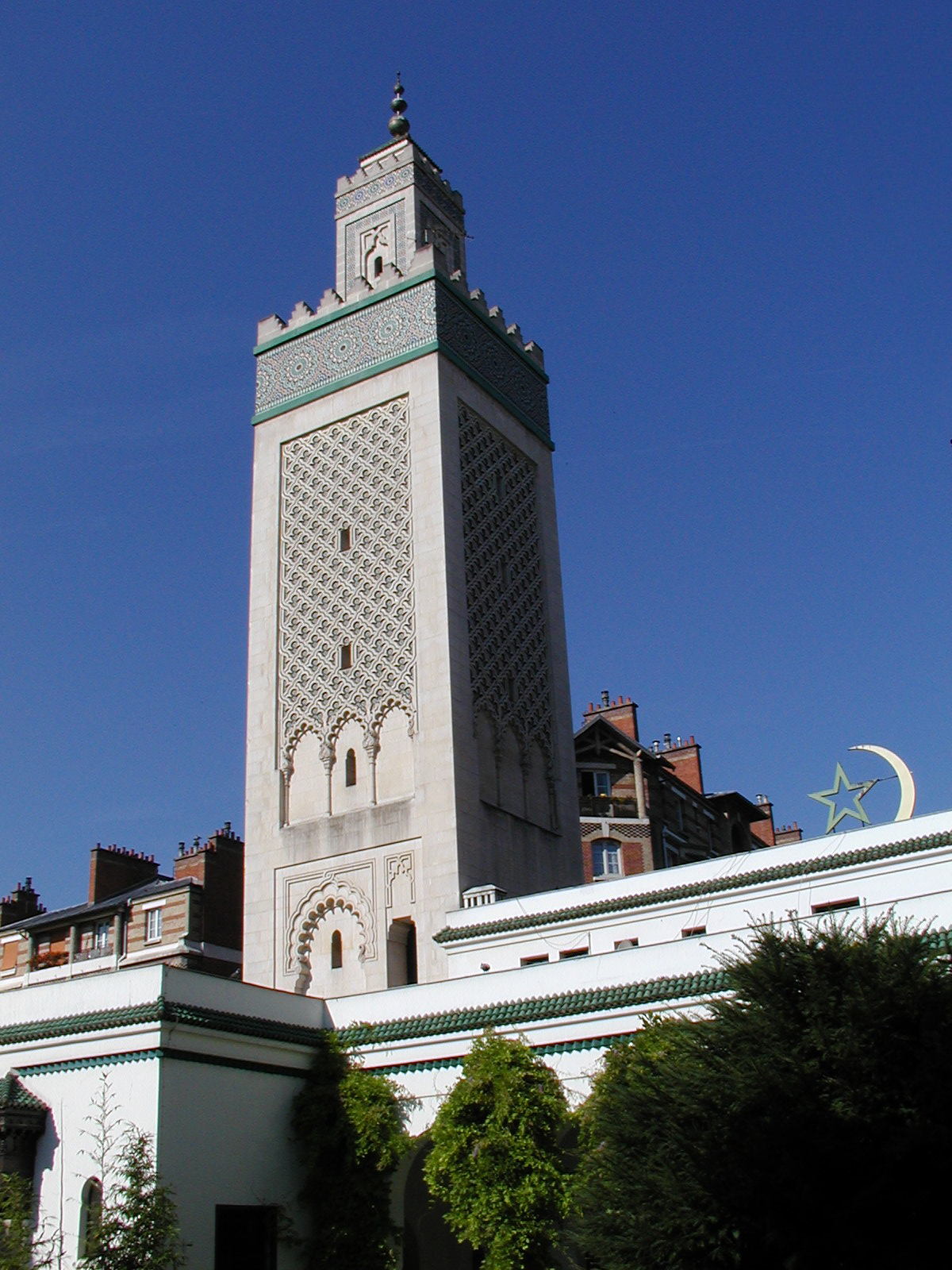
Minaret de la grande mosquée de Paris.
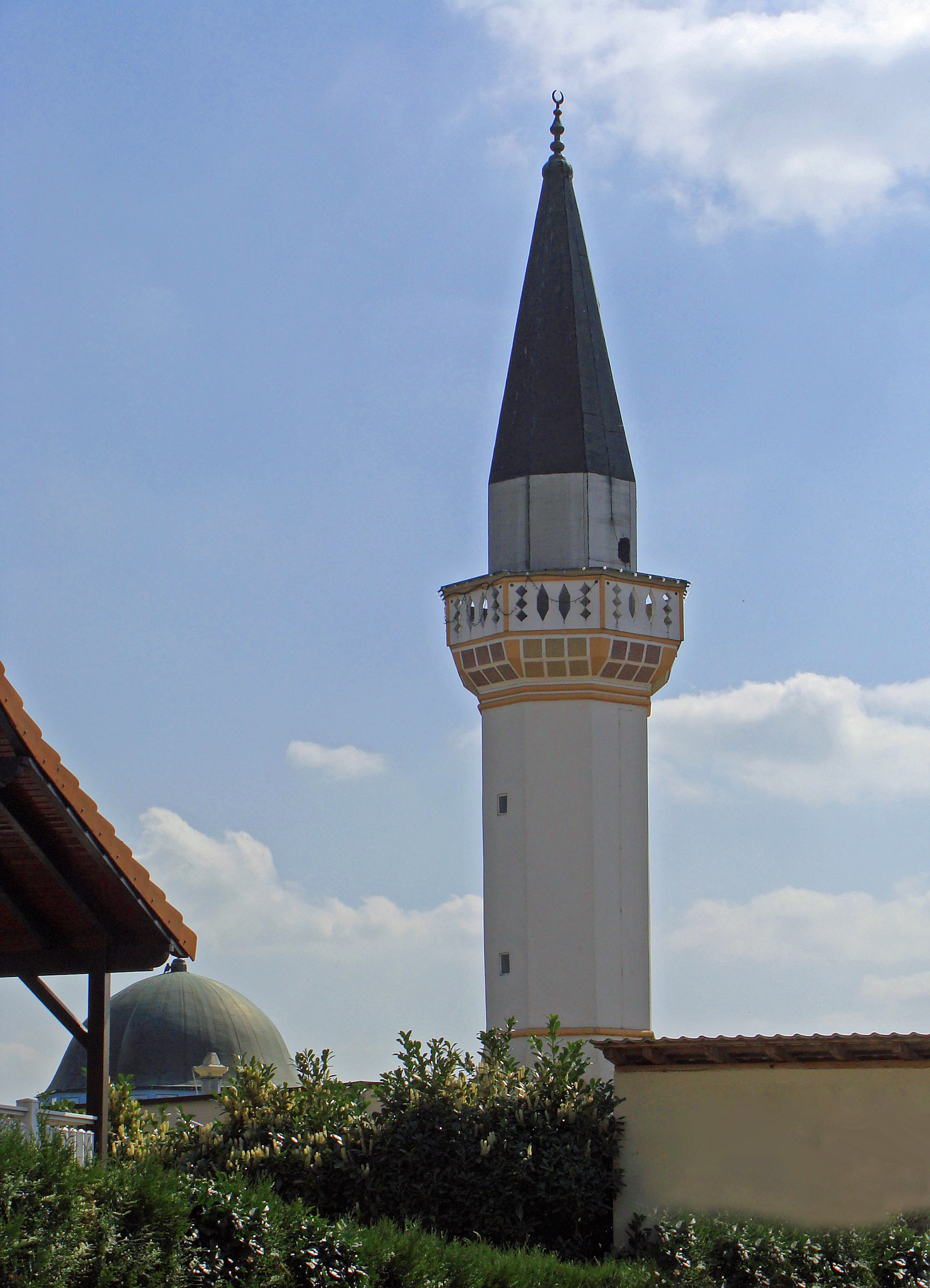
Minaret de la mosquée El Hijra de Farébersviller.
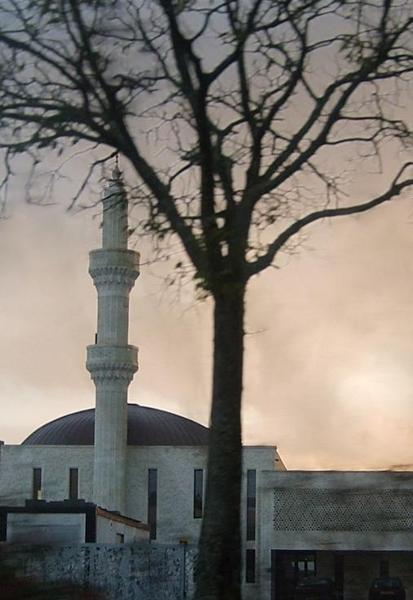
Minaret de la mosquée Osmanli de Nantes.
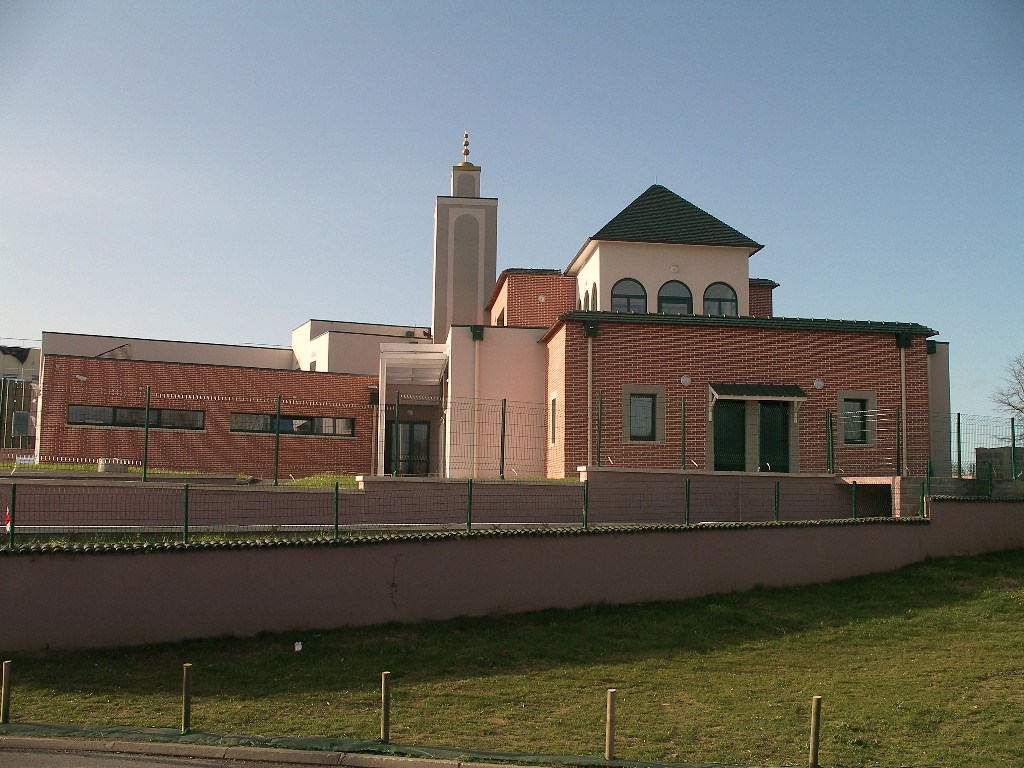
La mosquée d'Hérouville Saint-Clair et son minaret.

### EnSuède
En 2008 la Suède compte cinq minarets sur son territoire. Le plus haut des cinq fait 32 mètres de hauteur.
En 2008, et pour la première fois dans le royaume scandinave, une autorisation a été demandée pour lancer l'appel à la prière du vendredi depuis le minaret de la mosquée de Botkyrka. Cette mosquée inaugurée en 2007, dans le sud de Stockholm dispose déjà d'un minaret de 32 mètres.
En 2008 l'appel à la prière se fait depuis l'intérieur de la mosquée, or pour Ismail Okur : « Pour nous, musulmans, l'appel à la prière est important, c'est une partie de notre culture ».
En 2008, la construction de six mosquées avec minaret est prévue en Suède, d'après le Conseil musulman de Suède.

### EnSuisse
La Suisse compte quatre mosquées comportant un minaret : la Mahmud-Moschee à Zurich, la mosquée de Genève, une autre à Winterthour et une dernière à Wangen bei Olten. Aucun muezzin n'appelle à la prière depuis ces minarets.
Le 29 novembre 2009 une votation a lieu sur une initiative populaire et les votants approuvent à 57,5 % l'inscription dans la constitution de l'interdiction de construire de nouveaux minarets en Suisse. Les 4 minarets que compte actuellement le territoire helvétique ne sont pas remis en cause.

## Galerie de photos

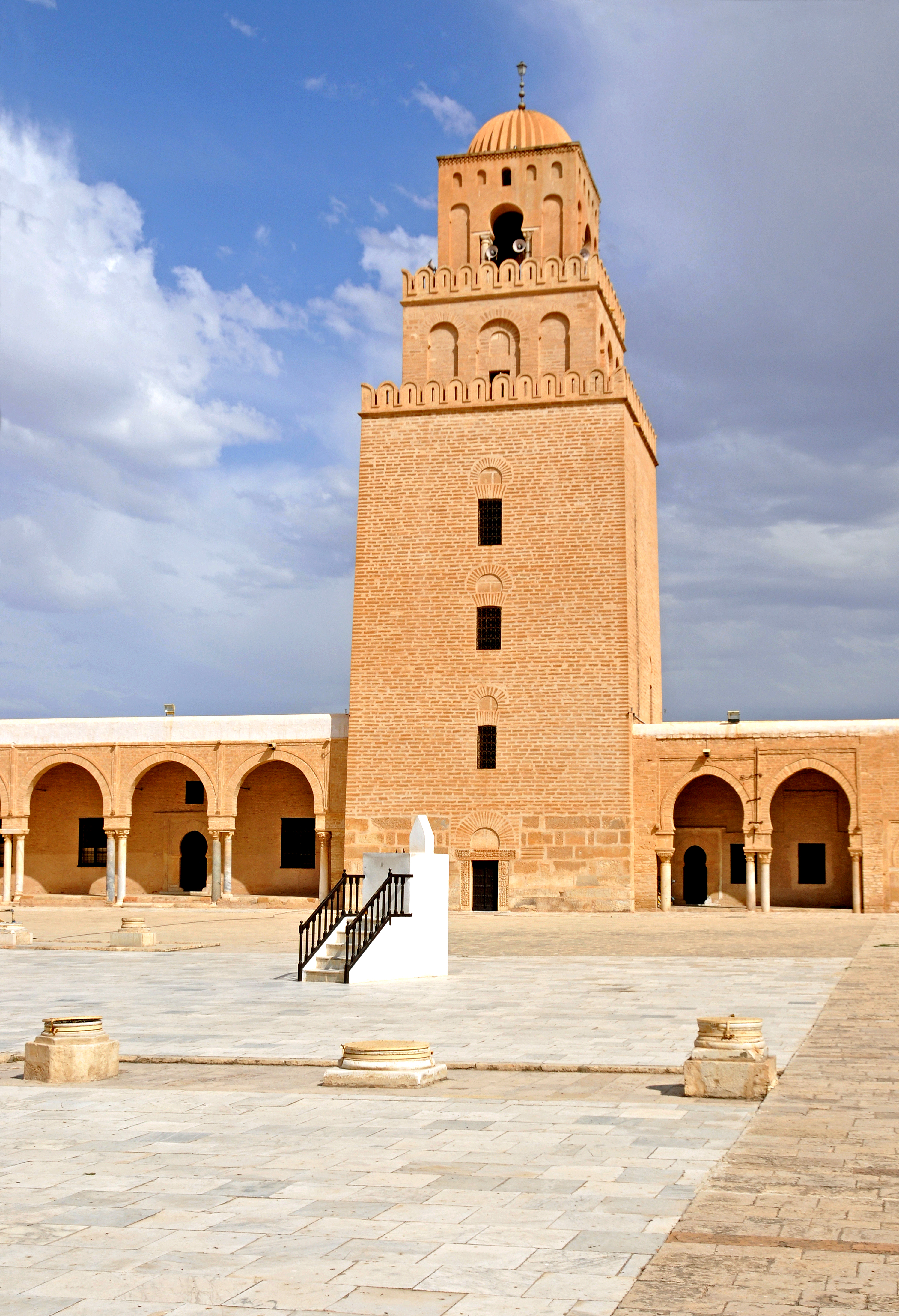
Tunisie : Minaret de la grande mosquée de Kairouan (836)
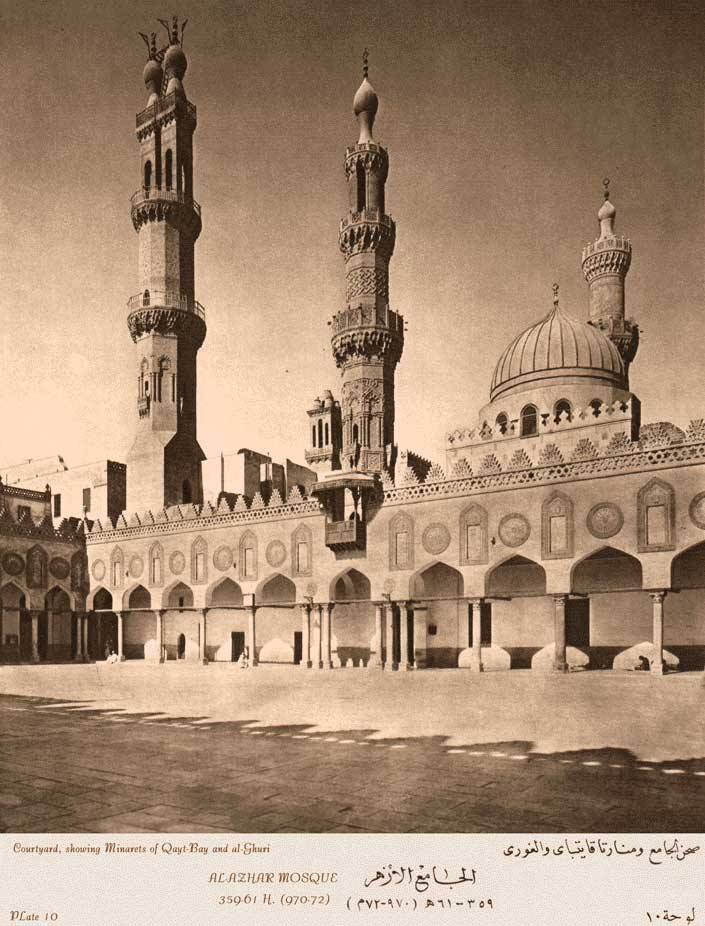
Caire, Égypte : Mosquée Al-Azhar (970)
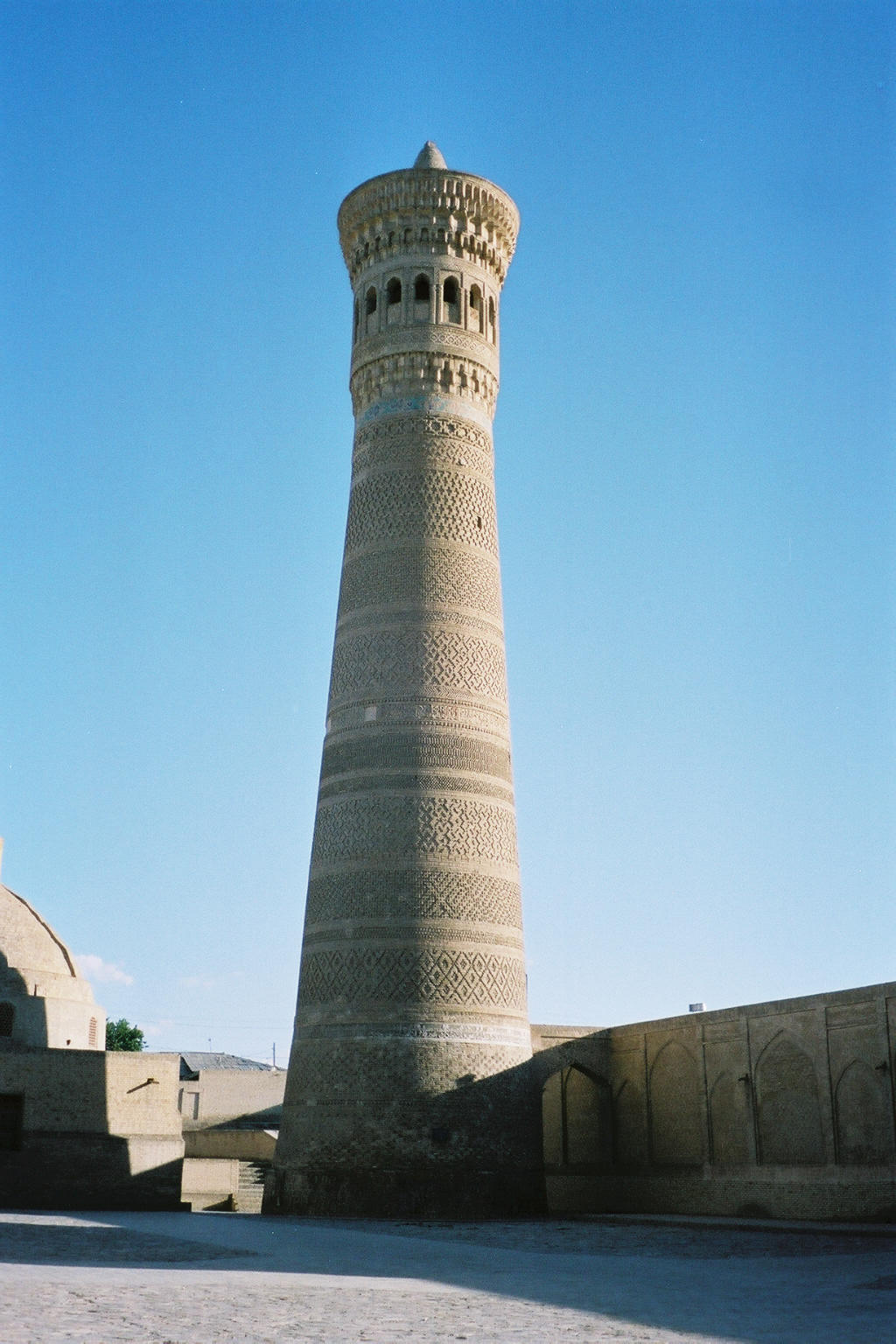
Boukhara, Ouzbékistan : Minaret Kalon (1127)
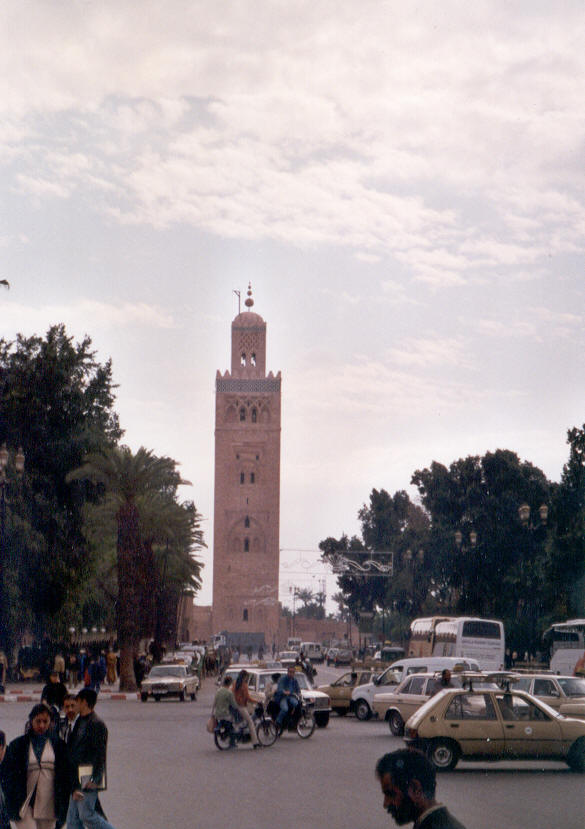
Marrakech, Maroc : Minaret de la Koutoubia (1195)
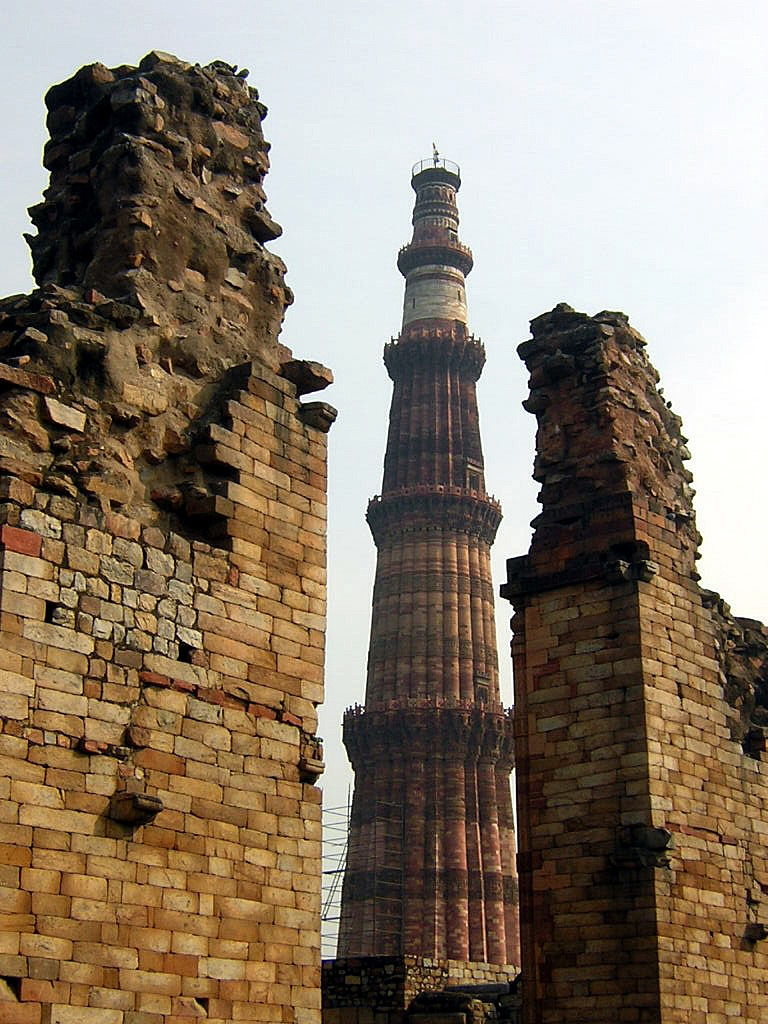
Qûtb Minâr à New Delhi, Inde (1229)
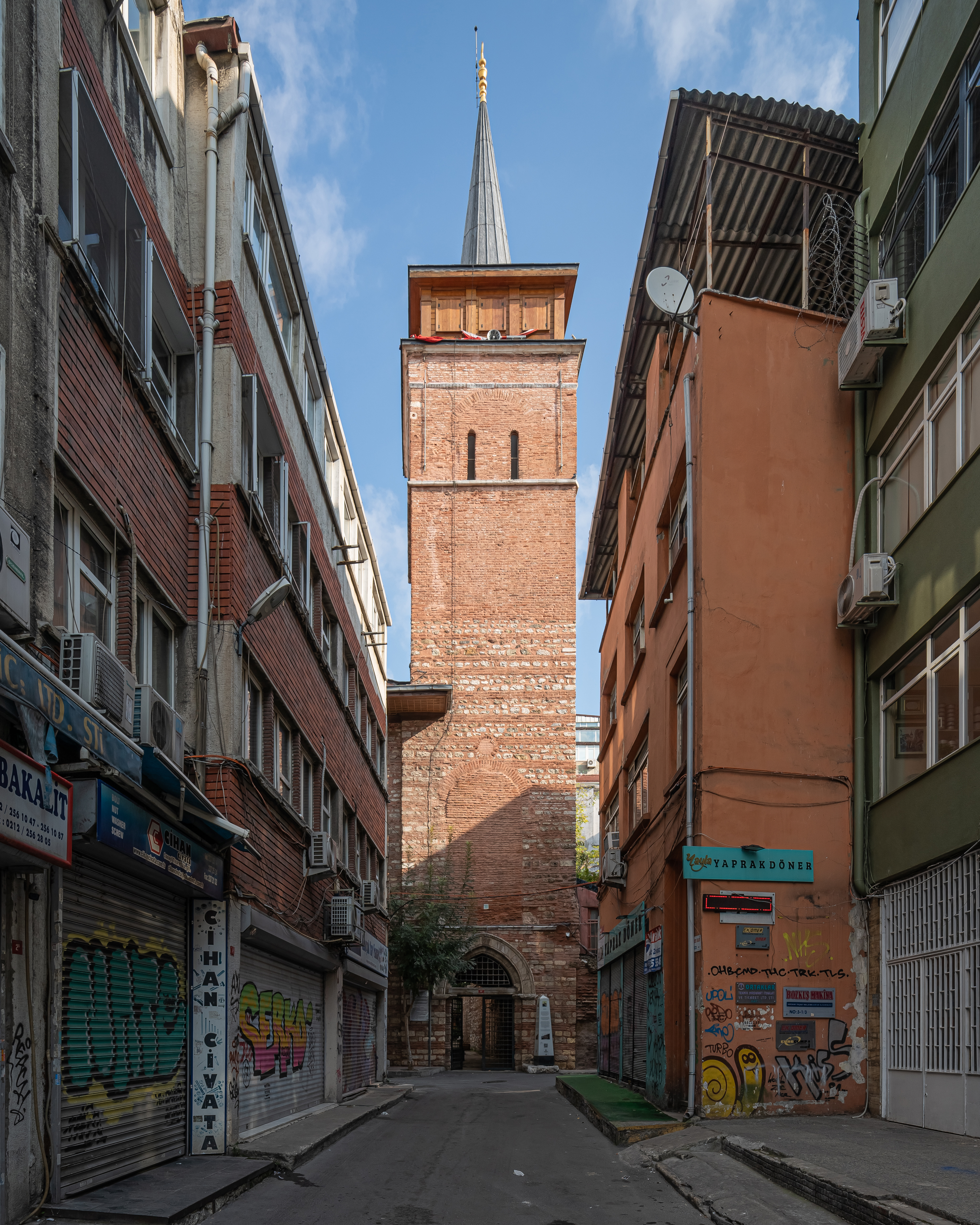
Istanbul, Turquie : Mosquée Arap (1325)
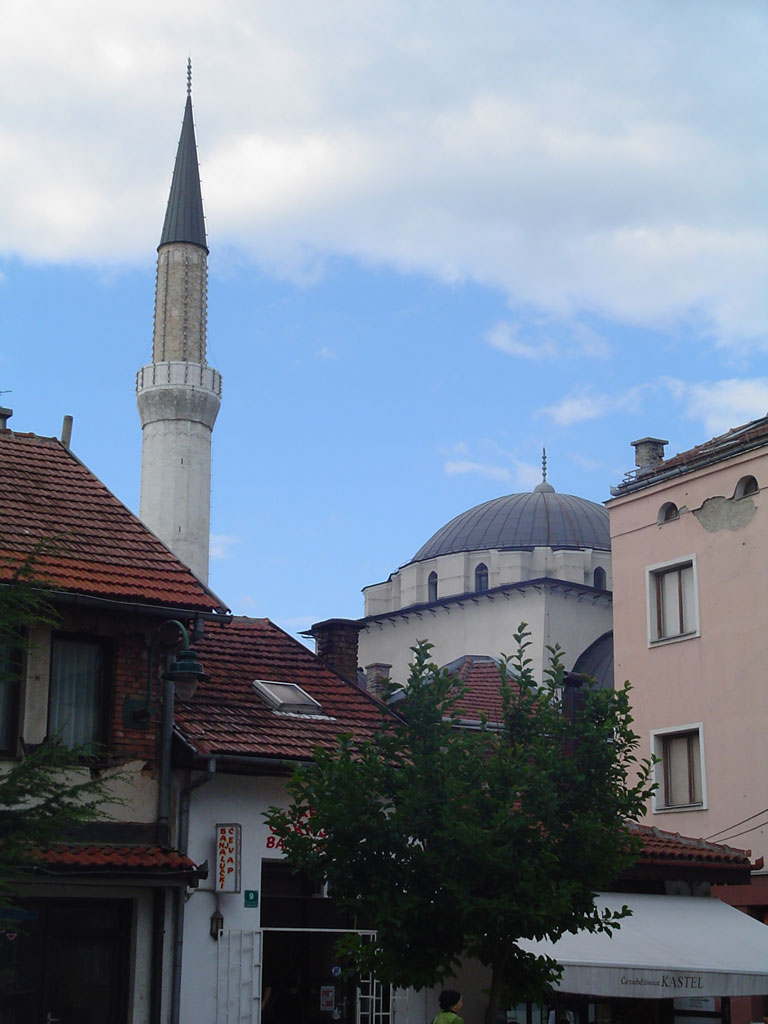
Sarajevo, Bosnie-Herzégovine: La mosquée Gazi Husrevbegova (1531)
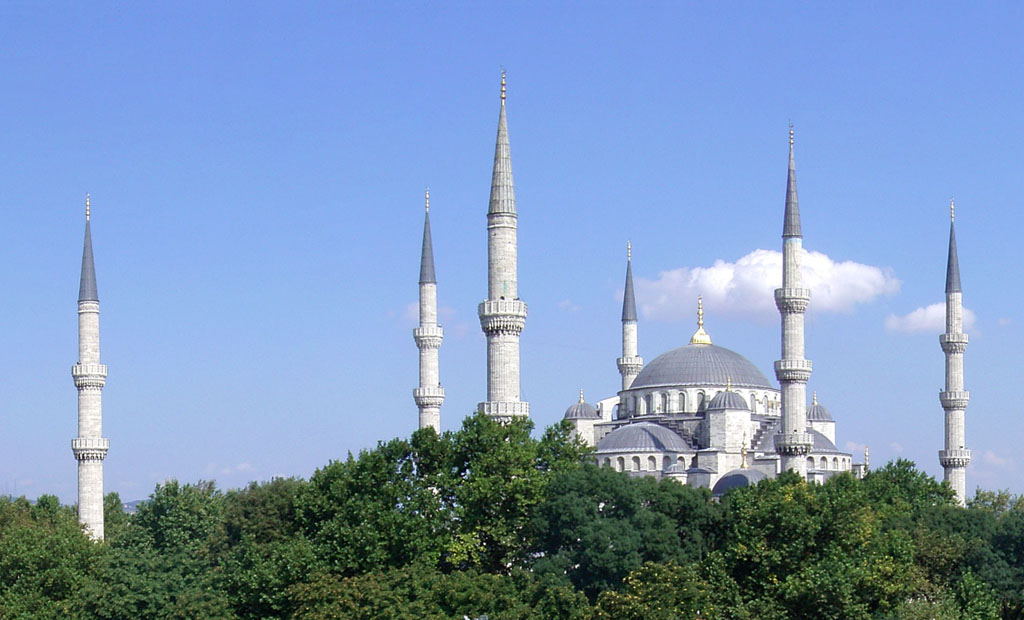
Istanbul, Turquie : La mosquée bleue (1616)
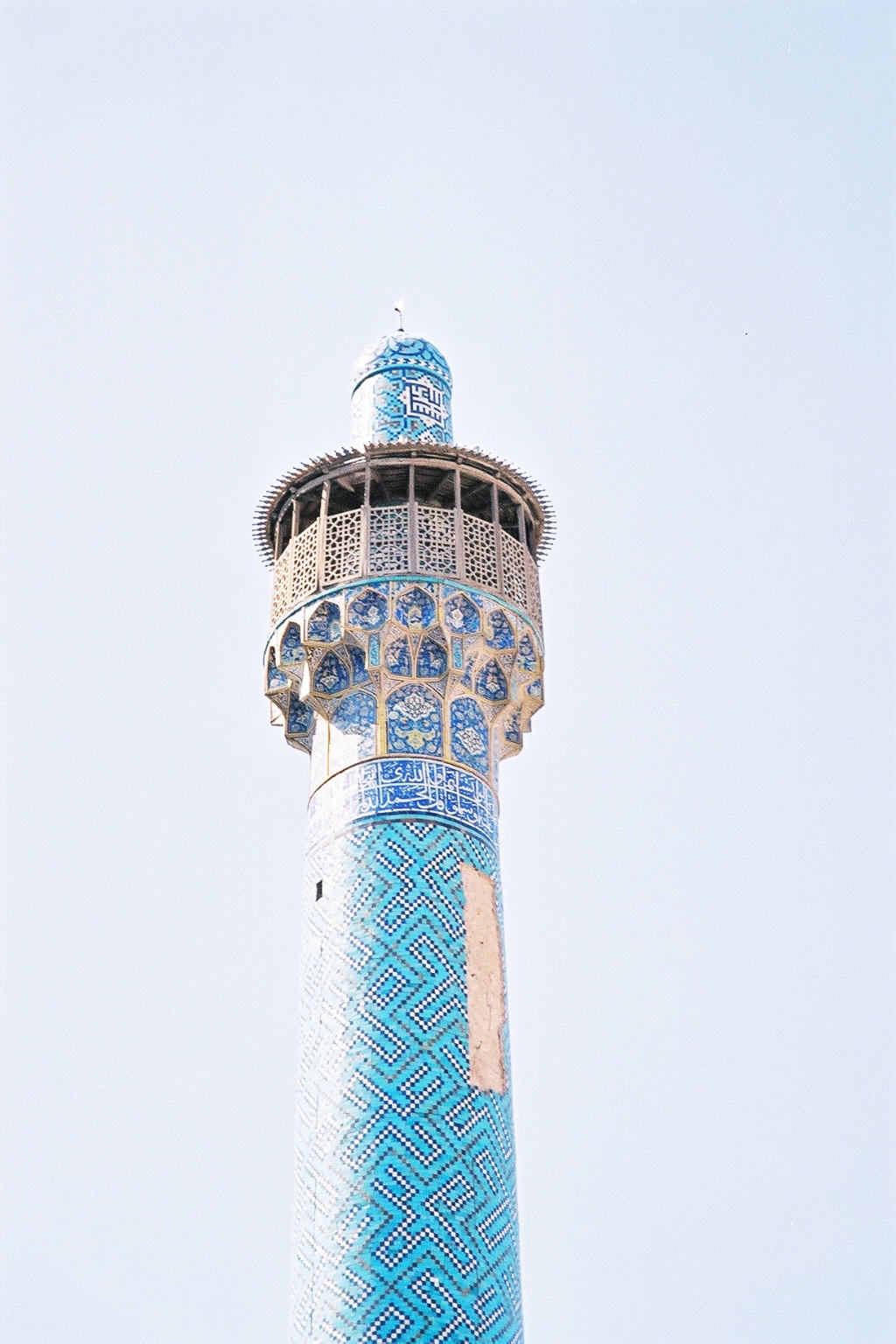
Ispahan, Iran : Mosquée de l'imam (1620)
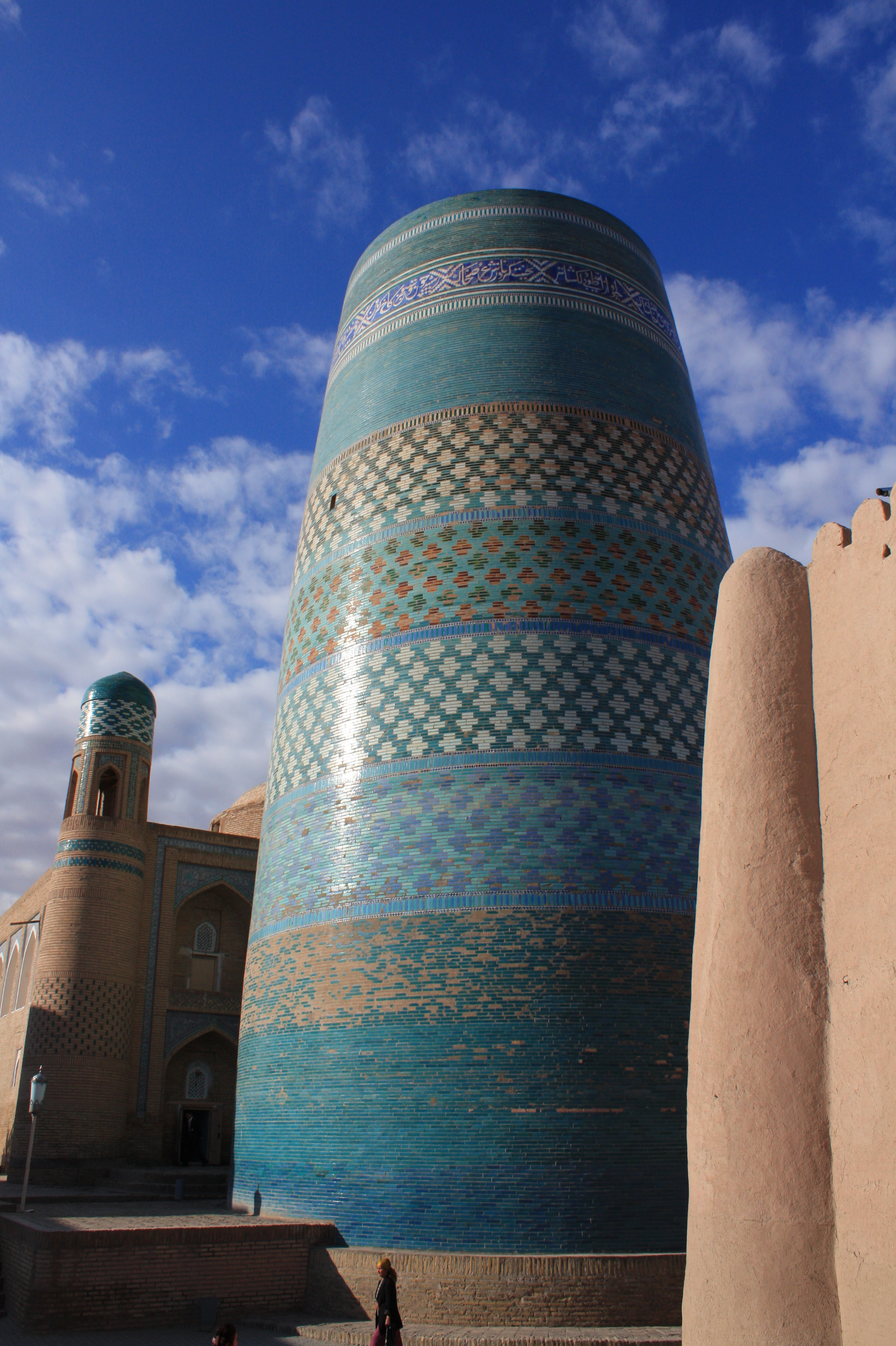
Khiva, Ouzbékistan : Kalta Minor (1852)
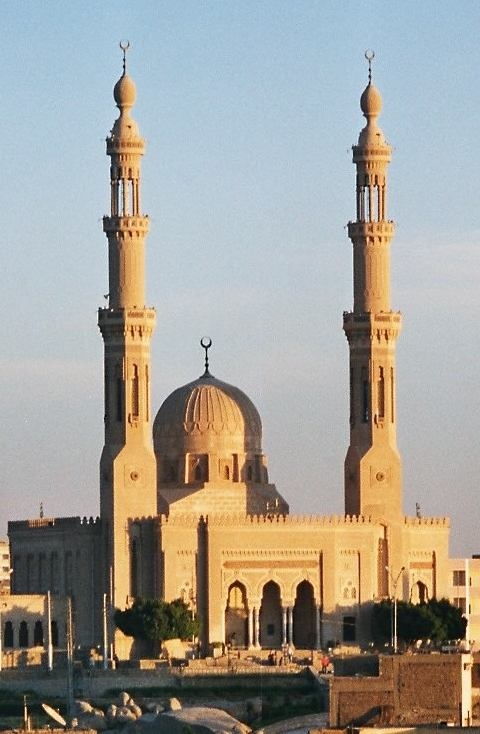
Assouan, Égypte (1960)
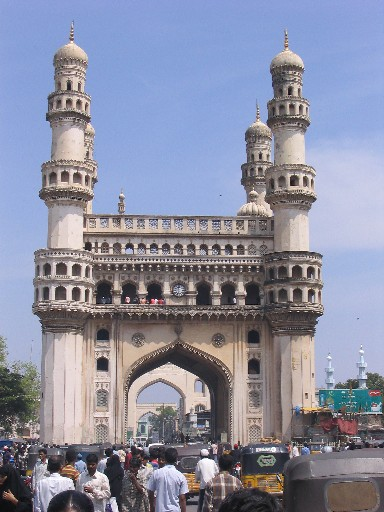
Mosquée Charminar à Hyderabad, Inde
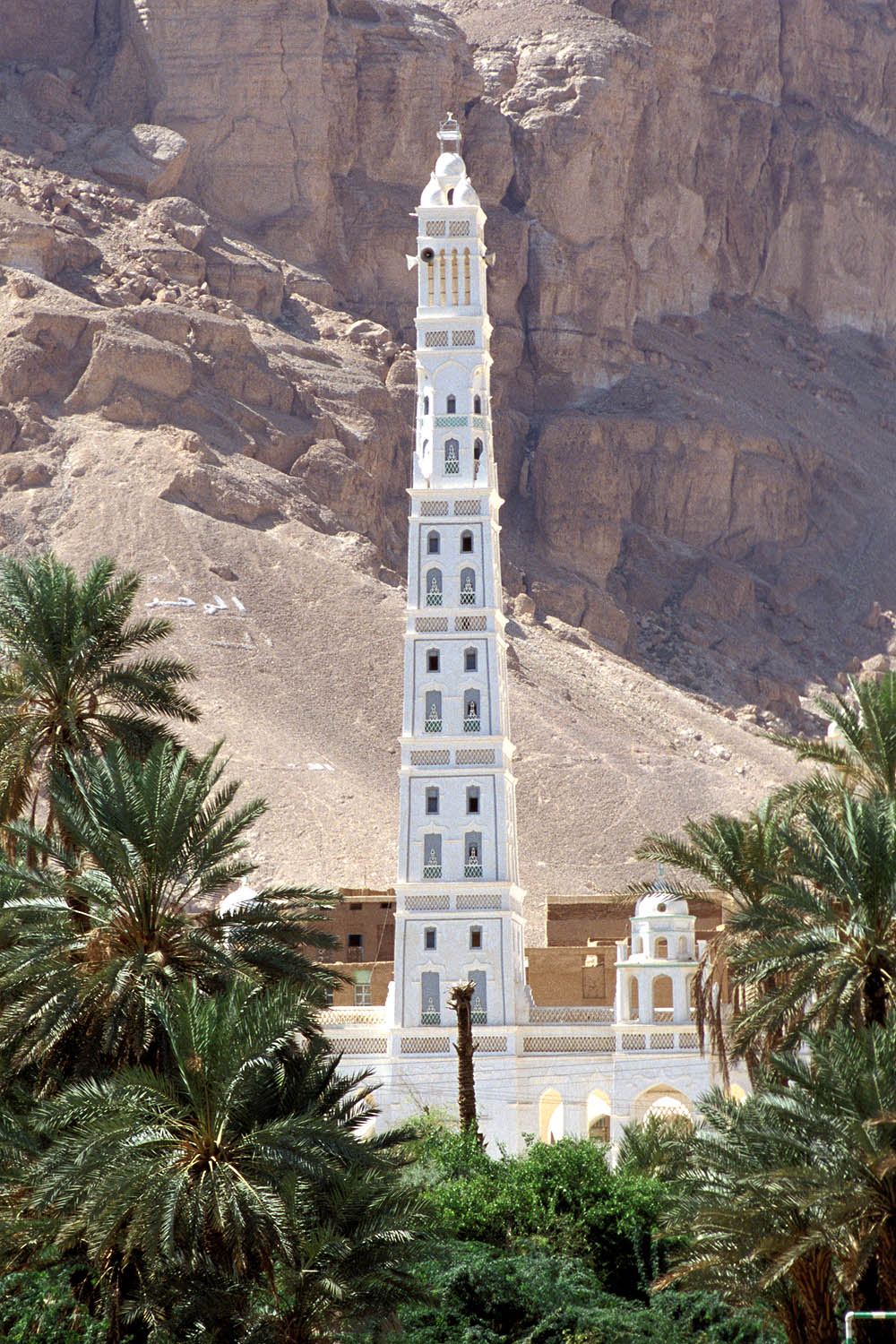
Mosquée Al Muhdhar à Tarim (Yémen), 53 mètres de haut
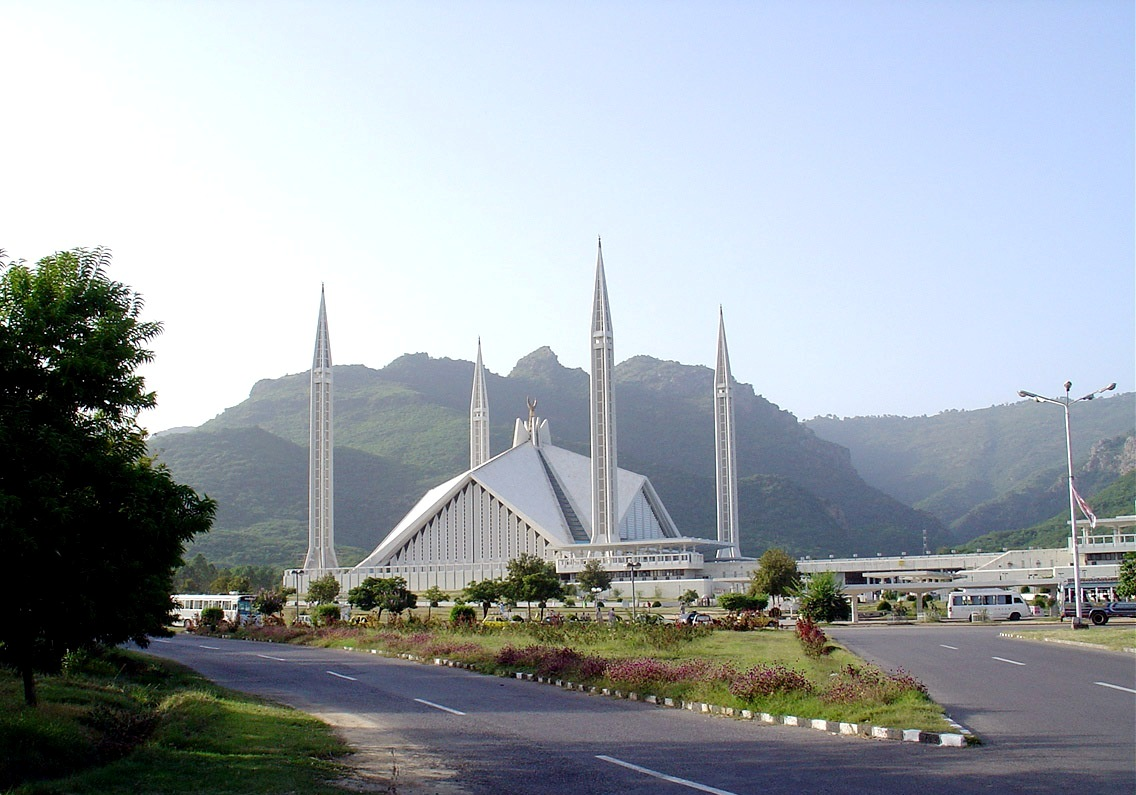
Mosquée de Faisal, Islamabad, Pakistan
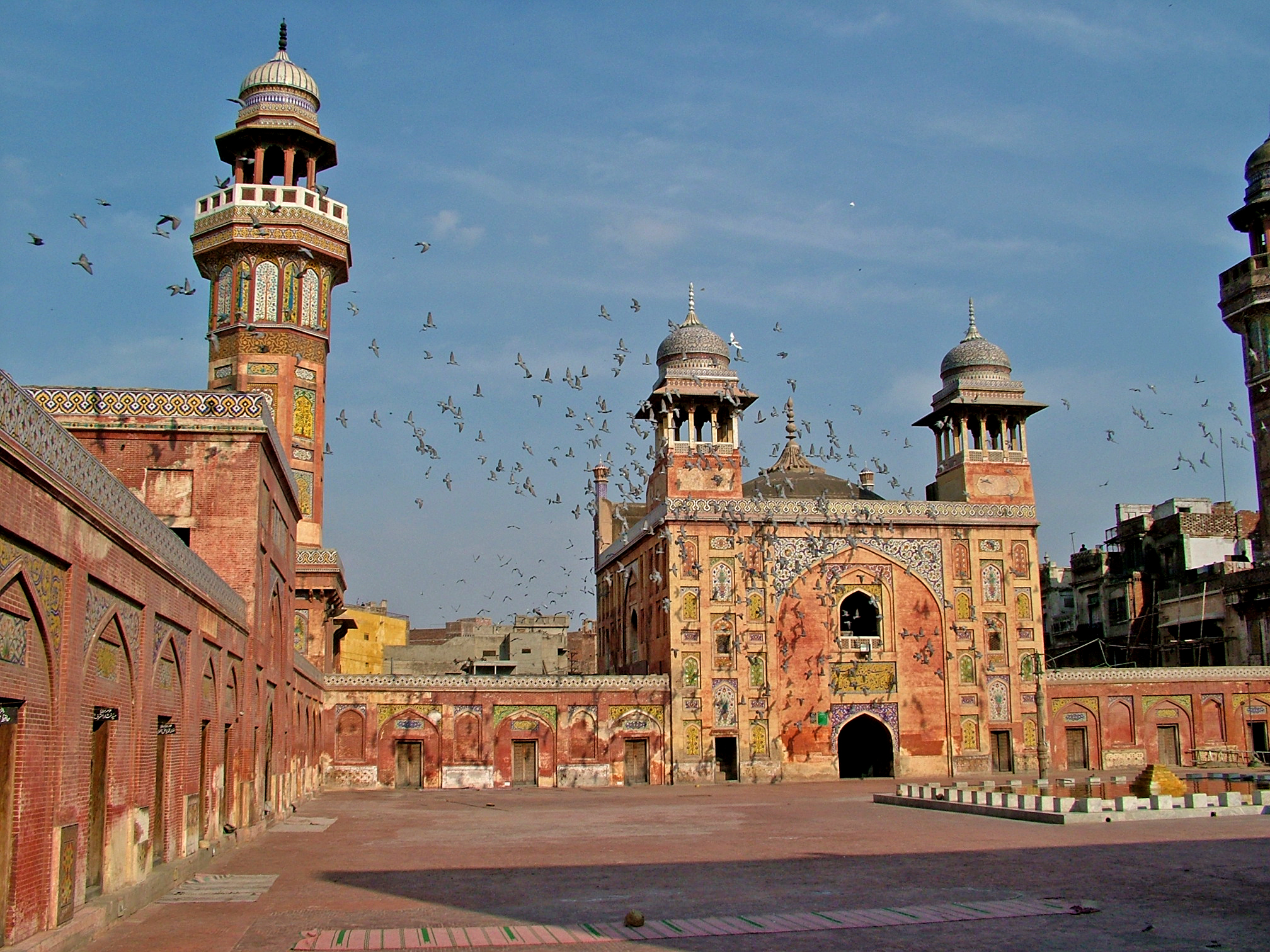
Mosquée de Wazir-Khan à Lahore, Pakistan
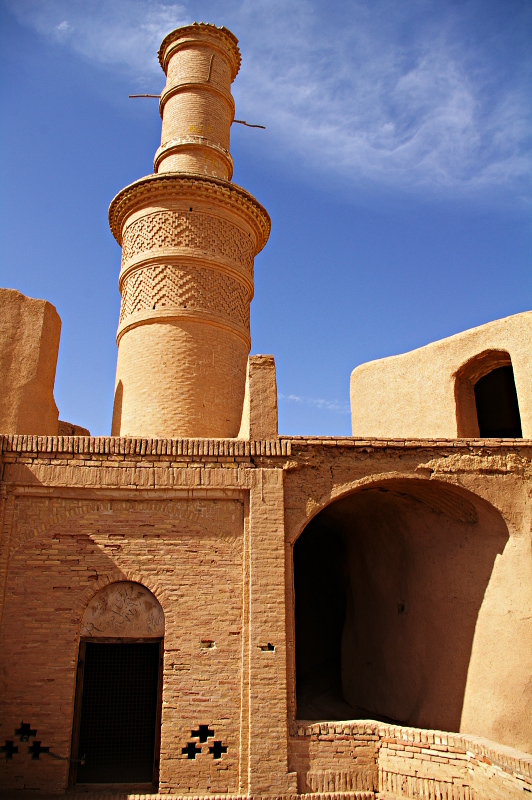
Ancienne mosquée Kharanaq, Iran
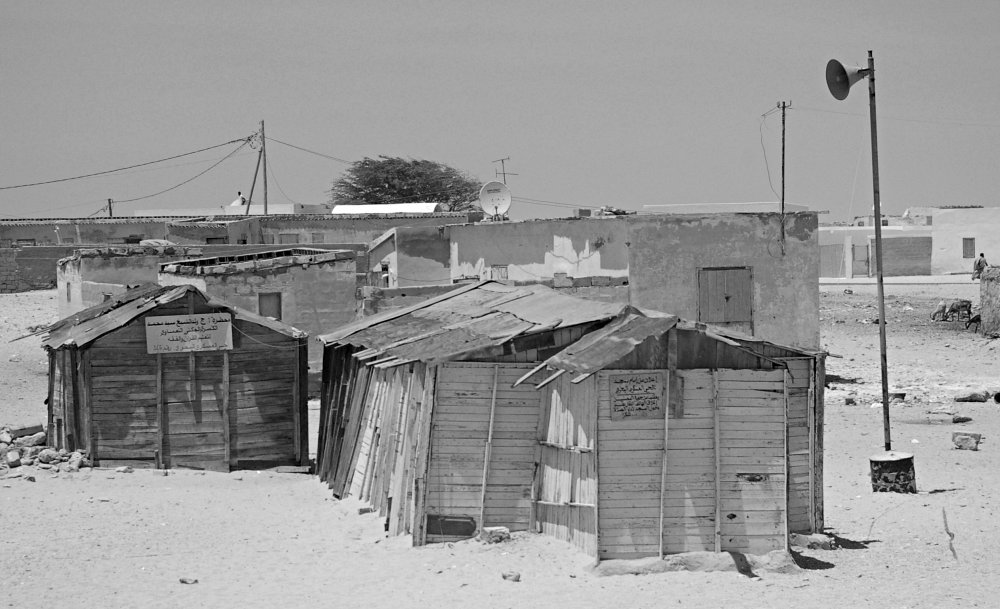
Mosquée de Nouadhibou, Mauritanie
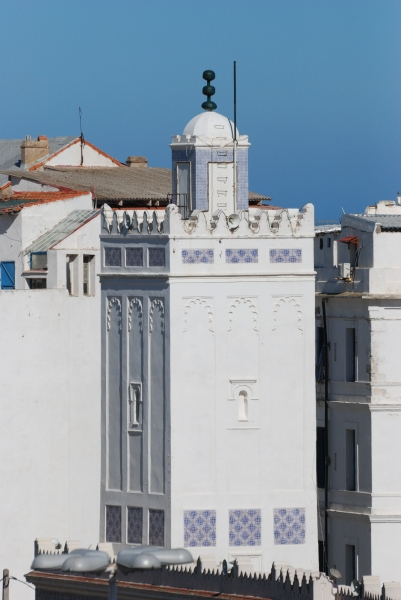
Alger Algérie : mosquée Djamaâ el Kebir (1097)
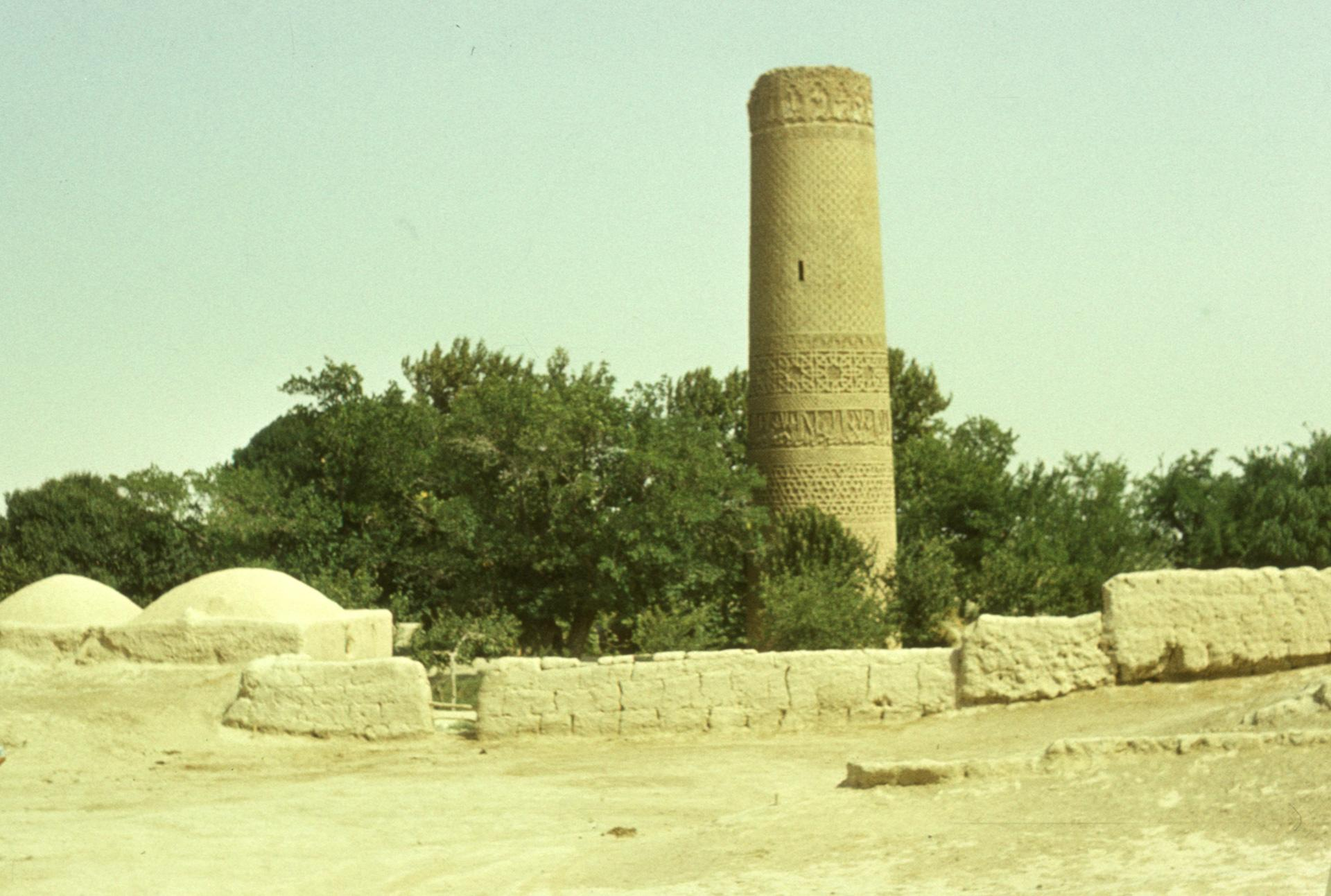
Minaret de Zâdiyân, xiie siècle. Province de Balkh, Afghanistan

## Les minarets au cinéma
- Bab El-Oued City : film algérien de 1994. Genre : Drame. Le film démarre lorsqu'un travailleur de nuit, excédé par le bruit, vole un haut-parleur servant à diffuser l'appel à la prière.

- OSS 117 : Le Caire, nid d'espions : film français de Michel Hazanavicius sorti le 19 avril 2006. Une nuit, OSS 117, interprété par Jean Dujardin, est excédé par la voix du muezzin appelant à la prière. OSS 117 se lève et lui rend visite, se bat avec lui et finit par le faire taire.